# The Hangman’s Beautiful Daughter
Az 1968-as The Hangman's Beautiful Daughter az Incredible String Band nagylemeze. Az album az Egyesült Királyságban hatalmas kereskedelmi sikernek számított: 27 hétig volt a listákon, ezalatt az 5. helyig jutott. Az Egyesült Államokban az együttes mindig underground zenekar maradt, ezen albumuk is csak a 161. helyig jutott a Billboard 200 listán. A lemez borítóján a zenekar tagjait láthatjuk néhány barátjuk, ismerősük (a két zenész barátnője, két barátjuk, egy barátjuk, Mary Stewart gyermekei, valamint Robin kutyája, Leaf) társaságában 1967 karácsonyán. Az album szerepel az 1001 lemez, amit hallanod kell, mielőtt meghalsz című könyvben.

## Az album dalai
|     | Cím                    | Szerző(k)  | Hossz |
| --- | ---------------------- | ---------- | ----- |
| 1.  | Koeeoaddi There        | Williamson | 4:49  |
| 2.  | The Minotaur's Song    | Williamson | 3:22  |
| 3.  | Witches Hat            | Williamson | 2:33  |
| 4.  | A Very Cellular Song   | Heron      | 13:09 |
| 5.  | Mercy I Cry City       | Heron      | 2:46  |
| 6.  | Waltz of the New Moon  | Williamson | 5:10  |
| 7.  | The Water Song         | Williamson | 2:50  |
| 8.  | Three Is a Green Crown | Williamson | 7:46  |
| 9.  | Swift as the Wind      | Heron      | 4:53  |
| 10. | Nightfall              | Williamson | 2:33  |

## Közreműködők
- Robin Williamson – ének, gitár, sintir, síp, ütőhangszerek, pánsíp, zongora, úd, mandolin, doromb, shehnai, víz-hárfa, szájharmonika
- Mike Heron – ének, szitár, Hammond orgona, gitár, cimbalom, csembaló
- Dolly Collins – orgona, zongora
- David Snell – hárfa
- Licorice McKechnie – ének, zill
- Richard Thompson – ének a The Minotaur's Song dalon